# Equanimeous St. Brown
Equanimeous St. Brown (Placentia, California, 30 de septiembre de 1996) es un jugador profesional estadounidense de fútbol americano que se desempeña en la posición de wide receiver en New Orleans Saints, equipo de la National Football League (NFL).

## Carrera
Fue seleccionado en la sexta ronda en la Reunión Anual de Selección de Jugadores de la NFL de 2018. Hizo su debut profesional con el equipo Green Bay Packers, en el cual jugó tres temporadas (2018-2019, 2020-2022), después pasó a Chicago Bears (2022-2024), posteriormente a New Orleans Saints.